# Zollernia paraensis
Zollernia paraensis är en ärtväxtart som beskrevs av Huber. Zollernia paraensis ingår i släktet Zollernia och familjen ärtväxter. IUCN kategoriserar arten globalt som livskraftig. Inga underarter finns listade i Catalogue of Life.